# Ian Douglas Smith
Ian Douglas Smith GCLM ID (8 de abril de 1919 - 20 de noviembre de 2007) fue un político, agricultor y piloto de caza de Rodesia que se desempeñó como primer ministro de Rodesia (conocida como Rodesia del Sur hasta octubre de 1964 y ahora conocida como Zimbabue) de 1964 a 1979. Fue el primer primer ministro del país que no nació en el extranjero y dirigió el gobierno predominantemente blanco que declaró unilateralmente la independencia del Reino Unido en noviembre de 1965 luego de una prolongada disputa sobre los términos, particularmente las demandas británicas de implementar un gobierno de mayorías como condición para la independencia.Siguió siendo primer ministro durante casi todos los 14 años de aislamiento internacional que siguieron y supervisó las Fuerzas de Seguridad de Rodesia durante la mayor parte de la guerra civil rodesiana, que enfrentó a su administración no reconocida contra grupos guerrilleros de la Unión Nacional Africana de Zimbabue (ZANU) y la Unión del Pueblo Africano de Zimbabue (ZAPU), siendo estos grupos respaldados económicamente por la Unión Soviética y China.
Smith nació de inmigrantes británicos en Selukwe, una pequeña ciudad de la región central de la entonces llamada Rodesia del Sur, cuatro años antes de que la colonia se autogobernara en 1923. Durante la Segunda Guerra Mundial sirvió como piloto de caza de la Royal Air Force. Un accidente en Egipto le causó heridas faciales y corporales debilitantes que permanecieron visibles el resto de su vida. Tras recuperarse, sirvió en Europa, donde fue derribado y luchó con los partisanos italianos. Tras la guerra, en 1948 estableció una granja en su ciudad natal y ese mismo año se convirtió en diputado por Selukwe en las elecciones de dicho año. Originalmente miembro del Partido Liberal de Rodesia del Sur, en 1953 se pasó al Partido Federal Unido, del que fue Jefe de Grupo a partir de 1958. Abandonó el partido en 1961, en protesta por la nueva constitución del territorio, y al año siguiente cofundó el Frente Rodesiano, un partido de índole conservadora.
Smith se convirtió en vice primer ministro tras la victoria del Frente Rodesiano en las elecciones de diciembre de 1962, y ascendió al cargo de primer ministro tras la dimisión de Field en abril de 1964; los primeros acontecimientos que desembocaron en la guerra de Bush se producirían dos meses después. Tras el fracaso de las repetidas conversaciones con el primer ministro británico Harold Wilson, Smith y su gabinete declararon unilateralmente la independencia el 11 de noviembre de 1965, en un intento de retrasar la formación de un gobierno de la mayoría; poco después, comenzó en serio la primera fase de la guerra civil. Tras el fracaso de las negociaciones con el Reino Unido, Rodesia cortó todos los lazos británicos que le quedaban y se reconstituyó como república en 1970. A pesar de las esporádicas negociaciones con el líder moderado Abel Muzorawa a lo largo de la guerra, su apoyo procedía exclusivamente de la minoría blanca, ya que el sistema electoral del país privaba a los africanos negros de sus derechos.
Al principio, el país soportó las sanciones de las Naciones Unidas y el aislamiento internacional con la ayuda de Sudáfrica y, hasta 1974, de las colonias portuguesas de Angola y Mozambique. Tras 15 años de prolongados enfrentamientos, en los que las sanciones económicas, la presión internacional y el declive del apoyo sudafricano hicieron su efecto, Smith cedió a la implantación del gobierno de la mayoría y firmó el Acuerdo Interno en 1978 con líderes moderados, excluyendo a la ZANU y la ZAPU; el país pasó a llamarse Zimbabue Rodesia al año siguiente. Sin embargo, el nuevo orden no obtuvo el reconocimiento internacional, y la guerra continuó. Tras ser sucedido como primer ministro por Muzorawa, Smith participó en las negociaciones de paz trilaterales de Lancaster House, que condujeron a la celebración de elecciones totalmente libres y al reconocimiento de un Zimbabue independiente.
Tras las elecciones, Smith fue líder de la oposición durante siete años y se caracterizó por ser un crítico acérrimo del gobierno de Robert Mugabe. Sus críticas persistieron tras su retiro en 1987: Dedicó gran parte de sus memorias de 1997, La gran traición, a condenar a Mugabe, a los políticos británicos y a defender su cargo de primer ministro. En 2005 se trasladó a Sudáfrica para recibir tratamiento médico, y murió en Ciudad del Cabo dos años después, a la edad de 88 años.
Smith, quien ha sido descrito como la personificación de Rodesia blanca, sigue siendo una figura muy controvertida. Para sus partidarios, ha sido aclamado como "un visionario político...que comprendió las incómodas verdades de África", y consideran que su periodo en el poder fue de estabilidad económica y política en comparación con el de Mugabe. Sus detractores, por su parte, lo han condenado como "un racista irredento... que llevó un sufrimiento indecible a millones de zimbabuenses", a quienes consideran al frente de un gobierno de supremacía blanca que desempoderó y discriminó a la mayoría negra.

## Actividad política
Defensor ferviente del dominio blanco sobre la población nativa, en 1965 declaró unilateralmente la independencia de Rodesia y la retiró de la Commonwealth. Se enfrentó a los ataques de la guerrilla de Robert Mugabe y Joshua Nkomo durante la mayor parte de los años 1970, hasta que en 1978 finalmente se vio obligado a negociar un cambio de poder con la población negra, mayoritaria en el país. Este proceso se completaría dos años después, con Mugabe como nuevo presidente de Rodesia, que renombró al país como Zimbabue. Smith asumió entonces la representación electoral de la minoría blanca, desempeñándose como parlamentario hasta 1987. En 2005, por motivos de salud se trasladó a vivir a Ciudad del Cabo, en Sudáfrica, donde falleció en 2007.

## Primeros años y educación

### Familia, infancia y adolescencia

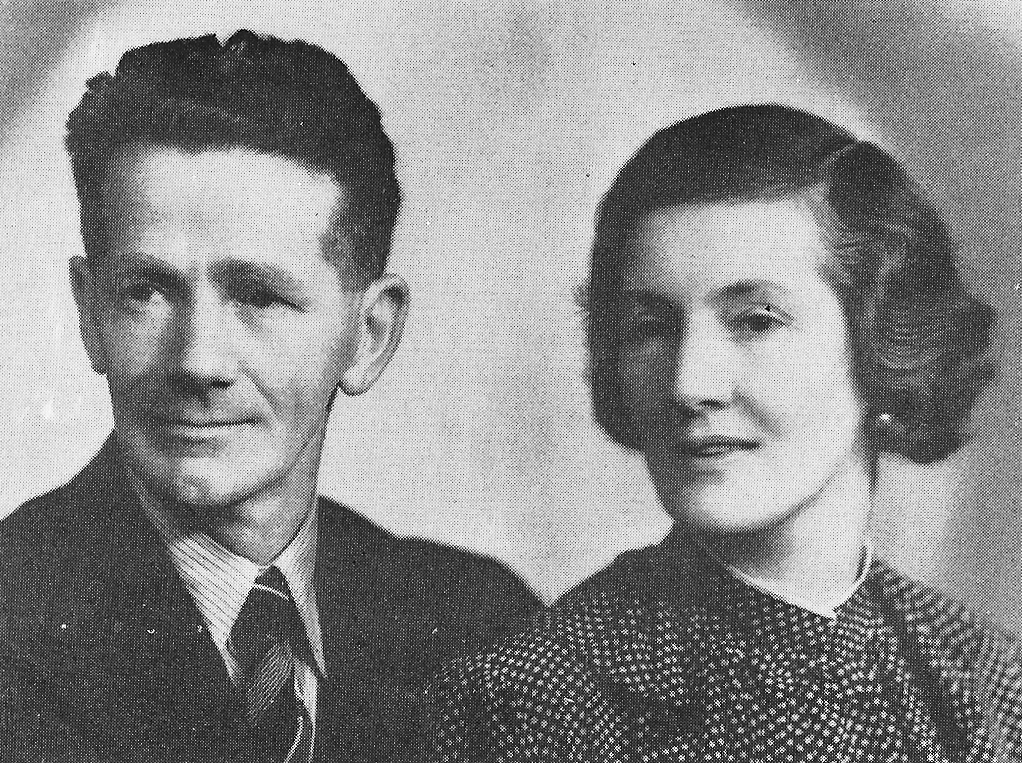
Los padres de Smith, Jock y Agnes, en 1935. Jock emigró a Rhodesia desde Escocia en 1898; Agnes llegó de Inglaterra en 1906.

Ian Douglas Smith nació el 8 de abril de 1919 en Selukwe, una pequeña ciudad minera y agrícola a unos 310 km (190 millas) al suroeste de la capital de Rodesia del Sur, Salisbury (actual Harare). Tenía dos hermanas mayores, Phyllis y Joan. Su padre, John Douglas "Jock" Smith, nació en Northumberland y se crio en Hamilton en Lanarkshire, Escocia; era hijo de un ganadero y carnicero. Había emigrado a Rodesia cuando tenía diecinueve años en 1898 y se convirtió en un destacado ganadero, carnicero, minero y propietario de un garaje en Selukwe. Jock y su esposa, Agnes (de soltera Hodgson), se habían conocido en 1907, cuando tenía dieciséis años, un año después de la emigración de su familia a Selukwe desde Frizington, Cumberland. Después de que el Sr. Hodgson enviara a su esposa e hijos de regreso a Inglaterra en 1908, Jock Smith los asombró en 1911 al llegar sin previo aviso a Cumberland para pedir la mano de Agnes; no se habían visto en tres años. Se casaron en Frizington y regresaron juntos a Rodesia, donde Jock, un consumado jinete, ganó el Coronation Derby de 1911 en Salisbury.
La familia Smith se involucró mucho en los asuntos locales. Jock presidió la junta directiva de la aldea y estuvo al mando de la Compañía Selukwe de los Voluntarios de Rhodesia del Sur; también se convirtió en miembro fundador de Selukwe Freemasons' Lodge y presidente de los clubes de fútbol y rugby de la ciudad. Agnes, quien se hizo conocida informalmente como "Mrs Jock", estableció y dirigió el Instituto de Mujeres Selukwe. Ambos fueron nombrados MBE (en diferentes momentos) por sus servicios a la comunidad. "Mis padres se esforzaron por inculcar principios y virtudes morales, el sentido del bien y el mal, de integridad, en sus hijos", escribió Smith en sus memorias. "Establecieron ejemplos maravillosos para estar a la altura". Consideró a su padre "un hombre de principios extremadamente fuertes"— "uno de los hombres más justos que he conocido y así me crió. Siempre me dijo que tenemos derecho a nuestra mitad de la patria y los negros tienen derecho a la suya". Criado en la frontera del Imperio Británico en la colonia de colonos más joven del Reino Unido, Smith y su generación de rodesianos blancos crecieron con la reputación de ser "más británicos que los británicos", algo de lo que se enorgullecían.
Smith se mostró como promesa deportiva desde una edad temprana. Después de asistir a la escuela primaria Selukwe, ingresó en la escuela Chaplin en Gwelo, a unos 30 km (19 millas) de distancia. En su último año en Chaplin, fue prefecto jefe y capitán de los equipos escolares de cricket, rugby y tenis, además de recibir el victor ludorum en atletismo y destacado tirador de rifle de la escuela. "Yo era un loco absoluto sobre el deporte", dijo más tarde; "Admito, mirando hacia atrás, que debería haber dedicado mucho más tiempo a mi trabajo escolar y menos al deporte". De todos modos, sus calificaciones fueron lo suficientemente buenas como para ganar un lugar en el Rhodes University College, en Grahamstown, Sudáfrica, a la que a menudo asistían estudiantes de Rodesia, en parte porque Rodesia no tenía una universidad propia y en parte debido a la asociación homónima común con Cecil Rhodes. Smith se inscribió a principios de 1938, leyendo para obtener una licenciatura en comercio. Después de lesionarse la rodilla jugando al rugby, se dedicó a remar y se convirtió en un miembro del equipo universitario.

### Segunda Guerra Mundial - Piloto de la Real Fuerza Aérea
Cuando estalló la Segunda Guerra Mundial en 1939, Rodesia del Sur había tenido autogobierno durante 16 años, habiendo obtenido un la autonomía en 1923.[cita requerida] Era único en el Imperio Británico y la Commonwealth, carecían de estatus de dominio. Como colonia británica, Rodesia del Sur entró en conflicto automáticamente cuando Gran Bretaña declaró la guerra el 3 de septiembre de 1939, pero su gobierno emitió una declaración de guerra simbólica de todos modos. Entusiasmado con la idea de volar un Spitfire, quiso unirse a la Real Fuerza Aérea (RAF), pero se lo impidió de inmediato por una política adoptada en Rodesia de no reclutar estudiantes universitarios hasta después de que se graduaran.población negra consideró injusto que la población blanca, que representaban menos del uno por ciento, colonos recientes, pudieran ser propietarios de más de la mitad de la tierra fértil.
Smith diseñó su reclutamiento en la RAF a pesar de esta regla durante 1940, suprimiendo la mención de sus estudios, y se unió en septiembre de 1941.

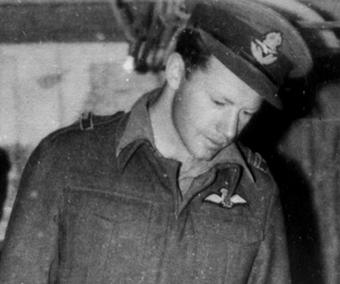
Smith con el Escuadrón No. 237 (Rodesia) de la RAF, c. 1943, en el teatro de Oriente Medio de la Segunda Guerra Mundial

Después de un año de entrenamiento en Gwelo bajo el Plan de Formación Aérea, Smith se desmayó con el rango de oficial piloto en septiembre de 1942. Esperaba estar estacionado en Gran Bretaña, pero fue destinado a Oriente Medio; allí se unió al Escuadrón n.º 237 (Rodesia) de la RAF, volando Hurricanes. En octubre de 1943, en Egipto, Smith estrelló su Hurricane después de que su acelerador fallara durante un despegue al amanecer. Al sufrir graves desfiguraciones faciales, también se rompió la mandíbula, la pierna y el hombro. Médicos y cirujanos en El Cairo reconstruyó la cara de Smith a través de injertos de piel y cirugía plástica, y fue aprobado para volar nuevamente en marzo de 1944. Rechazó una oferta para regresar a Rodesia como instructor, se reincorporó al Escuadrón n.º 237, que había cambiado a volar Spitfire Mk IX en Córcega en mayo de 1944.
Durante una incursión de ametrallamiento sobre el norte de Italia el 22 de junio de 1944, fuego antiaéreo enemigo golpeó la nave de Smith y tuvo que rescatar detrás de las líneas alemanas. Una familia campesina de nombre Zunino lo escondió por un breve tiempo; luego se unió a un grupo de partisanos italianos pro-aliados con los que participó en operaciones de sabotaje contra la guarnición alemana durante unos tres meses. [cita requerida]Cuando los alemanes se retiraron del área en octubre de 1944, Smith se fue para tratar de unirse a las fuerzas aliadas que acababan de invadir el sur de Francia. Acompañado por otros tres militares, cada uno de un país europeo diferente, y un guía local, Smith cruzó los Alpes Marítimos, finalizando el recorrido caminando descalzos sobre el hielo y la nieve.[cita requerida] Las tropas estadounidenses lo recuperaron en noviembre de 1944. Smith volvió a rechazar la oferta de un alojamiento en Rodesia y volvió al servicio activo en abril de 1945 con el Escuadrón n.º 130 (Punjab). Voló en misiones de combate allí, "[divirtiéndose] un poco disparando cosas extrañas", recordó, hasta que la guerra en Europa terminó el 7 de mayo de 1945 con la rendición de Alemania. Smith permaneció con el Escuadrón n.º 130 por el resto de su servicio, volando con la unidad a Dinamarca y Noruega, y fue dado de baja a fines de 1945 con el rango de teniente de vuelo. Conservó un dominio razonable del italiano durante el resto de su vida, aunque, según se informa, con un acento "atroz".

### Graduación, matrimonio e ingreso a la política

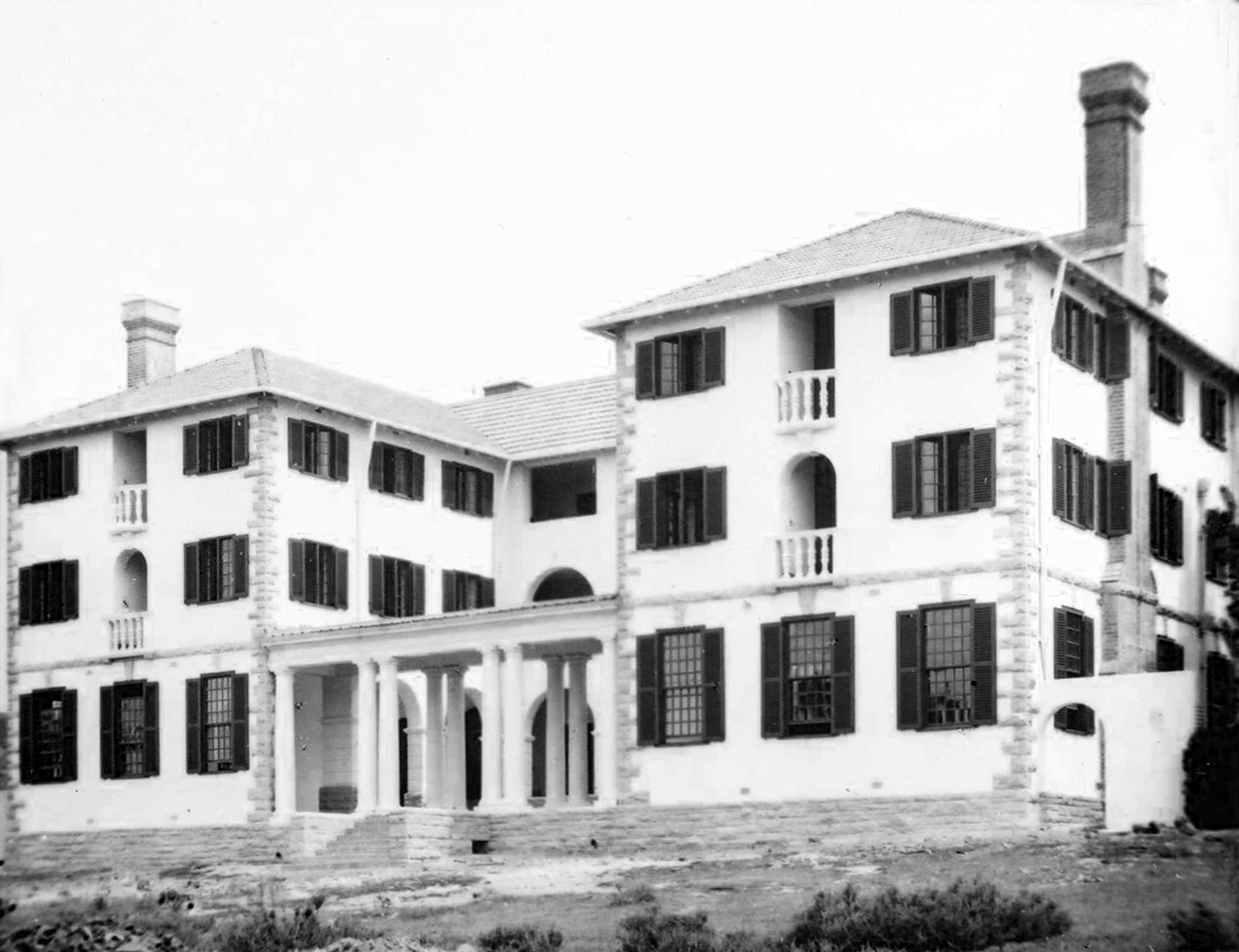
College House, la residencia de hombres en la Universidad de Rhodes en Sudáfrica, el alma mater de Smith

Con Jock cada vez más mal de salud después de la guerra, la familia Smith consideró brevemente enviar a Ian a vivir a los Estados Unidos con la ayuda del hermano de Jock, Elijah, que se había convertido en un próspero hombre de negocios de Nueva York. Smith mostró poco interés en dejar Rodesia, y decidió que terminaría la universidad, luego volvería a casa y compraría su propia granja. Regresó a la Universidad de Rhodes a principios de 1946 y encontró el campus inundado de veteranos como él, con 400 de ellos de apenas 1000 estudiantes. Smith se convirtió en portavoz de los exmilitares de la universidad, estudiante de último año de su salón y presidente del consejo representativo de los estudiantes. Rechazó la presidencia del club de remo, diciendo que sería demasiado compromiso administrativo, pero accedió a entrenar a la tripulación. Entrenando a los remeros bajo una estricta disciplina de estilo militar, los llevó a la victoria en la carrera de botes Inter-Varsity de Sudáfrica de 1946 en la presa de Vaal al sur de Johannesburgo, eclipsando a los bien considerada tripulación Wits, y posteriormente recibió los honores del equipo universitario estándar nacional por remo, el primer estudiante de Rhodes en hacerlo. Al final del año, después de haber aprobado los exámenes para obtener su título en comercio ("por algún milagro", recordó), regresó a Rodesia del Sur para estudiar agricultura en Gwebi Agricultural College, cerca de Salisbury.
Smith asistió a cursos dedicados para exmilitares en Gwebi durante 1947 y 1948, aprendiendo habilidades como arar, pastorear y ordeñar; y adquirió experiencia práctica en la granja lechera de Taylor cerca de Selukwe y en un rancho de tabaco en Marandellas. En 1947, conoció a Janet Duvenage (de soltera Watt), una maestra de escuela del Cabo en Sudáfrica que había venido a Selukwe para quedarse con su familia después de la muerte de su esposo Piet en el campo de rugby. Lo que Janet había planeado como unas vacaciones cortas para ella y sus dos hijos pequeños, Jean y Robert, se convirtió en una mudanza permanente cuando aceptó una oferta de trabajo de la escuela secundaria de Selukwe. Smith escribió más tarde que las cualidades que más lo habían atraído de Janet eran su inteligencia, coraje y "oposición en principio a eludir o evadir un problema... su tendencia era optar por una decisión que requería coraje, en lugar de a tomar el camino fácil". Se comprometieron en 1948. Mientras tanto, Smith negoció la compra de un terreno accidentado cerca de Selukwe, delimitado por los ríos Lundi e Impali y atravesado por un arroyo claro. Él y Janet le dieron a la parcela de 3600 acres (15 km2) previamente sin nombre el nombre que la gente local de Karanga usaba para referirse al arroyo, "Gwenoro", y establecieron un rancho donde criaban ganado y cultivaba tabaco y maíz.
Se convocaron elecciones generales en Rodesia del Sur en julio de 1948 después de que el gobierno del Partido Unido, encabezado por el primer ministro Sir Godfrey Huggins, perdiera inesperadamente una votación en la Asamblea Legislativa. En agosto, aproximadamente un mes antes del día de las elecciones, miembros del opositor Partido Liberal se acercaron a Smith y le pidieron que los representara en Selukwe. Los liberales de Jacob Smit, a pesar de su nombre, eran decididamente antiliberales y representaban principalmente la agricultura comercial, la minería y los intereses industriales. Smith, inicialmente reacio, dijo que estaba demasiado ocupado organizando su vida para mantenerse, pero estuvo de acuerdo después de que uno de los funcionarios liberales sugirió que una carrera política podría permitirle defender los valores por los que había luchado en la Segunda Guerra Mundial. Cuando faltaban apenas quince días para su boda, Janet se sorprendió al enterarse de la decisión de Smith de postularse para el parlamento, ya que nunca antes lo había escuchado hablar de política. "No puedo decir que esté realmente interesado en la política partidaria", le explicó Smith, "pero siempre me ha interesado más el buen gobierno". Smith se convirtió debidamente en un político del Partido Liberal, finalizó la compra de Gwenoro y se casó con Janet, adoptando a sus dos hijos como propios, todo en unas pocas semanas en agosto de 1948. Disfrutaron de unos días de luna de miel en Victoria Falls, luego pasó directamente a la campaña electoral.
El sistema electoral de Rodesia del Sur permitía votar solo a quienes cumplían con ciertos requisitos financieros y educativos. Los criterios se aplicaron por igual a todos sin importar la raza, pero dado que la mayoría de los ciudadanos negros no cumplían con los estándares establecidos, el padrón electoral y el parlamento colonial eran abrumadoramente blancos. Smith recorrió el distrito electoral de Selukwe geográficamente muy grande y rápidamente ganó una considerable popularidad. Muchas familias blancas se mostraron receptivas con él por respeto a su padre, o porque habían tenido hijos en la escuela con él. Su servicio en la RAF también ayudó, particularmente porque el candidato local del Partido Unido, Petrus Cilliers, había sido internado durante las hostilidades por oponerse al esfuerzo bélico. El 15 de septiembre de 1948, Smith derrotó a Cilliers y al candidato laborista Egon Klifborg con 361 votos de 747 y, por lo tanto, se convirtió en miembro del parlamento por Selukwe. A los 29 años, fue el diputado más joven en la historia de Rodesia del Sur. Los liberales como partido, sin embargo, fueron rotundamente derrotados, pasando de 12 escaños antes de las elecciones a solo cinco después. Jacob Smit, que había perdido su escaño en la ciudad de Salisbury, se retiró y fue reemplazado como líder de la oposición por Raymond Stockil, quien rebautizó a los liberales como "Partido de Rodesia". Habiendo crecido en un área de Ciudad del Cabo tan pro-Smuts que nunca había tenido que votar, Janet no creía que la entrada de su esposo al parlamento cambiaría sus vidas en absoluto. "Primero que nada, me iba a casar con un agricultor", dijo más tarde, "ahora él también iba a ser político. Así que le dije: 'Bueno, si realmente te interesa, continúa'... nunca me di cuenta, siendo tan ingenua acerca de los políticos, que nuestras vidas se verían afectadas en lo más mínimo".

## Parlamento

### Backbencher

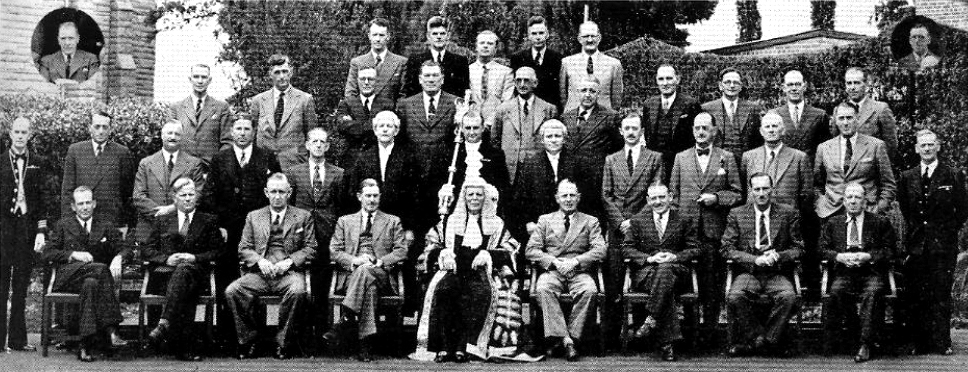
La séptima Asamblea Legislativa de Rodesia del Sur, la primera en presentar a Smith, en 1948. Smith es la figura más a la izquierda en la última fila.

Debido al pequeño tamaño de Rodesia del Sur y la falta de controversias importantes, su parlamento unicameral se reunió solo dos veces al año, durante unos tres meses en total, y mantuvo debates por las tardes a ambos lados de un descanso de media hora para tomar el té en el césped. Por lo tanto, los primeros compromisos parlamentarios de Smith en Salisbury no restaron mucho valor a su ganadería. Su discurso inaugural ante la Asamblea Legislativa, en noviembre de 1948, se refirió al proyecto de ley del Acuerdo Comercial de la Unión Sudafricana, entonces en su segunda lectura. Tardó en tener un impacto en el parlamento, la mayoría de sus primeras contribuciones estaban relacionadas con la agricultura y la minería, pero sus esfuerzos dentro del partido le ganaron el respeto y la confianza de Stockil. Janet dirigió a Gwenoro durante las ausencias de Smith, y dio a luz a su único hijo biológico, Alec, en Gwelo el 20 de mayo de 1949. Smith también se desempeñó como anciano presbiteriano.
La mayoría de los políticos de Rodesia del Sur consideraban entonces que la búsqueda del estado de dominio total no era un problema. Ya se veían a sí mismos como virtualmente independientes; sólo les faltaba la cartera de asuntos exteriores y asumirla significaría tener que asumir los gastos de altas comisiones y embajadas en el extranjero. En cambio, Huggins y el Partido Unido buscaron una Federación inicialmente semiindependiente con Rodesia del Norte y Nyasalandia, dos protectorados administrados directamente desde Londres, con la esperanza de crear finalmente un dominio único y unido en el centro-sur de África.
Smith fue uno de los pocos que planteó el tema de la independencia en este momento, según sus memorias porque su "instinto y entrenamiento me decían que estuviera preparado para cada contingencia". Durante el debate de la Federación en la Cámara de la Asamblea, postuló que dado que Rodesia del Sur estaba eligiendo efectivamente la Federación sobre la independencia, se debería insertar una cláusula en el proyecto de ley que garantizara el estado de dominio de Rodesia del Sur en caso de una ruptura federal. El Partido Unido rechazó esto con el argumento de que la Federación debía ser declarada indisoluble para poder obtener empréstitos. Smith no estaba seguro del proyecto federal, pero lo apoyó públicamente después de que el electorado mayoritariamente blanco lo aprobara en un referéndum en abril de 1953. Le dijo al Rhodesia Herald que ahora que se había decidido buscar la Federación, lo mejor para Rodesia del Sur era que todos intentaran que tuviera éxito. Él y otros políticos del Partido de Rodesia se unieron al nuevo Partido Federal, encabezado por Huggins y Sir Roy Welensky de Rodesia del Norte, el 29 de abril de 1953.

### Federación; Jefe de Látigo

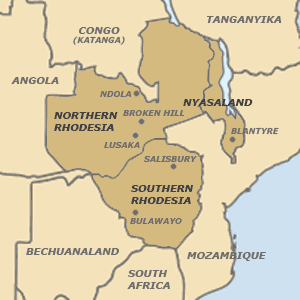
Los tres territorios de la Federación de Rodesia y Nyasalandia

La Federación estaba dirigida abiertamente por Rodesia del Sur, el más desarrollado de los tres territorios: Salisbury era su capital y Huggins su primer primer ministro. Garfield Todd reemplazó a Huggins como primer ministro de Rodesia del Sur. Al renunciar a su escaño en Selukwe, Smith disputó y ganó el distrito electoral de Midlands de la Asamblea Federal en las elecciones federales inaugurales el 15 de diciembre de 1953, y, a partir de entonces, continuó como un Backbencher de poca distinción. Según recuerda Welensky, quien asumió el cargo de primer ministro federal tras la jubilación de Huggins en 1956, Smith "no pasó mucho tiempo en Salisbury" durante el período federal temprano y tenía "tres intereses principales... uno era el horario de verano, uno era la educación europea y siempre mostró interés por la agricultura".
Smith recibió su primer cargo político en noviembre de 1958, luego de las elecciones federales de ese mes (en las que fue devuelto como diputado por Gwanda), luego de que uno de los ministros del gabinete federal de Welensky solicitara el nombramiento de Smith como secretario parlamentario en el nuevo Partido Federal Unido (UFP) del gobierno. Welensky rechazó esto y dijo que si bien apreciaba la relativa antigüedad de Smith en los bancos traseros después de 10 años en el parlamento, no creía que hubiera "mostrado el impulso particular que hubiera esperado" para tal papel. En cambio, decidió darle a Smith "una carrera como Chief Whip (Jefe de Látigo), que generalmente es el paso hacia un nombramiento ministerial, y... ver cómo funciona".
Según su biógrafa Phillippa Berlyn, Smith seguía siendo una figura un tanto pedestre como Chief Whip, aunque sus compañeros lo reconocían como alguien que "hacía bien su tarea" cada vez que contribuía. Clifford Dupont, entonces la contraparte de Smith como líder del Partido del Dominio, comentó más tarde que la gran mayoría del UFP en la Asamblea Federal le dio a Smith poca oportunidad de distinguirse ya que pocos votos estaban en seria duda.

### Salida del UFP
En medio de la descolonización y el Viento del Cambio, la idea de "no hay independencia antes del gobierno de la mayoría" ("NIBMAR") ganó terreno considerable en los círculos políticos británicos a fines de la década de 1950 y principios de la de 1960. La Federación, que se había enfrentado a la oposición negra desde el principio, particularmente en Rodesia del Norte y Nyasalandia, se volvió cada vez más tenue. A pesar de la reducción de Todd de las calificaciones educativas y financieras para votar de Rodesia del Sur en 1957 para ampliar el electorado negro, muy pocos de los negros recién liberados se registraron para votar, en parte porque el movimiento nacionalista negro atacó a quienes lo hicieron con ataques incendiarios y bombas de gasolina. Intentando avanzar en el caso de la independencia de Rodesia del Sur, particularmente en el caso de disolución federal, Sir Edgar Whitehead, quien reemplazó a Todd en 1958, acordó una nueva constitución con Gran Bretaña en 1961. La constitución de 1961 no contenía explícitamente garantías de independencia, pero Whitehead, Welensky y otros defensores, sin embargo, lo presentaron al electorado de Rodesia del Sur como la "constitución de independencia" en virtud de la cual Rodesia del Sur se convertiría en un reino de la Commonwealth a la par de Australia, Canadá y Nueva Zelanda si la Federación se disolvía.
Smith fue una de las voces más fuertes de la disidencia blanca contra la nueva constitución. Se opuso a la división del electorado calificado hasta ahora no racial en listas graduadas "A" y "B", diciendo que el sistema propuesto tenía connotaciones "racialistas", y se opuso a la idea de que los primeros parlamentarios negros serían elegidos en lo que dijo sería una "franquicia degradada". "Nuestra política en el pasado siempre ha sido que tendríamos un gobierno, en Rodesia, basado en el mérito y que la gente no se preocuparía si eras negro o si eras blanco", dijo. También señaló que el documento en realidad no garantizaba la independencia de Rodesia del Sur en caso de disolución federal. En la votación del UFP sobre la constitución el 22 de febrero de 1961, Smith fue el único miembro de 280 que votó en contra. Profundamente desilusionado por estos desarrollos, renunció a la UFP poco después para sentarse en la Asamblea Federal como independiente. Prestó su apoyo al "United Group", una incómoda coalición en la que el conservador Partido del Dominio de Winston Field cerró filas con Sir Robert Tredgold y otros liberales contra las propuestas constitucionales, a pesar de oponerse a ellas por razones totalmente contradictorias. Los líderes nacionalistas negros inicialmente respaldaron la constitución, firmando el borrador del documento, pero casi inmediatamente lo repudiaron y llamaron a los negros a boicotear las elecciones celebradas en virtud de ella. Un referéndum del electorado mayoritariamente blanco aprobó la nueva constitución por una mayoría del 65 % el 26 de julio de 1961.

### Formación del Frente Rodesiano
Cuando el gobierno del Reino Unido otorgó el gobierno de la mayoría en Nyasalandia e hizo movimientos hacia lo mismo en Rodesia del Norte, Smith decidió que la Federación era una causa perdida y resolvió fundar un nuevo partido que impulsaría la independencia de Rodesia del Sur sin una transferencia de poder inmediata. Con el apoyo del ranchero, minero e industrial millonario Douglas "Boss" Lilford, formó el Partido Reformista de Rhodesia (RRP), basado en los desertores del UFP, en diciembre de 1961. Mientras tanto, Whitehead intentó contrarrestar a los nacionalistas negros. y persuadir a los negros recién elegibles para que se registren como votantes. Prohibió al principal grupo nacionalista, el Partido Nacional Democrático, por ser violento e intimidatorio; que se reformó de la noche a la mañana como la Unión del Pueblo Africano de Zimbabue (ZAPU) —y anunció que la UFP derogaría la Ley de distribución de tierras que segregaba la propiedad y ocupación de ciertas áreas sobre una base racial, si ganaba las próximas elecciones de Rodesia del Sur. Compromisos como estos le ganaron a la UFP pocos votos negros y llevaron a muchos blancos escandalizados a desertar al RRP o al Partido del Dominio de Field.
Smith, Field y otros se reunieron en Salisbury el 13 de marzo de 1962 y acordaron unirse contra Whitehead como el Frente Rodesiano (RF). El Frente incluía desde ex hombres de la UFP, incluido Smith, que abogaba por una transición gradual y un gobierno basado en el mérito y las calificaciones electorales, hasta los miembros más derechistas del Partido del Dominio, algunos de los cuales tenían puntos de vista segregacionistas no muy diferentes a los del Partido Nacional de Sudáfrica. En medio de estas diferencias, la coalición naciente del RF era, en el mejor de los casos, inestable. Sus miembros se unieron por su oposición común a las promesas de reforma acelerada de Whitehead, que acordaron que conduciría a una crisis nacional al estilo del Congo, la huida de la comunidad blanca y, en última instancia, la destrucción del país. En el contexto más amplio de la Guerra Fría, el RF ardientemente anticomunista aspiraba a representar un baluarte prooccidental en África, junto con Sudáfrica y Portugal, frente a lo que consideraban expansionismo soviético y chino. Smith afirmó que el RF trabajó para frustrar "esta loca idea de una entrega, de una traición de los europeos y su civilización, de hecho, de todo lo que había puesto en su país","El hombre blanco es el amo de Rhodesia", declaró; "[él] lo ha construido y tiene la intención de mantenerlo".
El RF ignoró las elecciones federales de abril de 1962, considerándolas irrelevantes y, en cambio, se concentró en las elecciones de Rodesia del Sur que estaban previstas para finales de año. Whitehead intentó frenar la continua violencia nacionalista negra a través de una nueva legislación y en septiembre de 1962 prohibió el ZAPU, arrestó a 1094 de sus miembros y la describió como una "organización terrorista", pero aun así fue visto por gran parte del electorado como demasiado liberal. Convocó elecciones generales para el 14 de diciembre de 1962. Varias empresas que anteriormente habían financiado la campaña del UFP respaldaron esta vez al RF. La campaña del RF explotó el caos en el Congo y la incertidumbre sobre el futuro de Rodesia del Sur para crear un tema de urgencia: prometió mantener el poder "en manos responsables", defender la Ley de distribución de tierras, oponerse a la integración obligatoria y ganar Independencia de Rodesia.
La carrera electoral estuvo reñida hasta la noche anterior al día de las elecciones, cuando Whitehead cometió lo que resultó ser un error político fatal al decir en una reunión pública en Marandellas que nombraría inmediatamente a un ministro negro en el gabinete si ganaba las elecciones, y que pronto podría tener como tantos como seis. Esta declaración apareció en las noticias de la radio justo antes de que abrieran las cabinas de votación a la mañana siguiente y sorprendió a los votantes blancos. Muchos abandonaron a Whitehead en el último momento. Los resultados, anunciados el 15 de diciembre de 1962, pusieron al RF en el gobierno con 35 escaños "A" frente a los 15 escaños "A" y 14 "B" de la UFP. Pocos esperaban esto; incluso la RF quedó algo desconcertada por su victoria, aunque Smith luego describió sentirse "tranquilamente confiado" el día de las elecciones. Disputándose el distrito electoral de Umzingwane en el suroeste rural, Smith superó a Reginald Segar del UFP por 803 votos contra 546.

### Vice primer ministro de Field
Al anunciar su gabinete el 17 de diciembre de 1962, Field nombró a Smith su Vice primer ministro y Ministro del Tesoro. Dos días después, RA Butler, Vice primer ministro y Primer Secretario de Estado del Reino Unido, anunció que el gobierno del Reino Unido permitiría que Nyasalandia abandonara la Federación. Con Rodesia del Norte ahora también bajo un gobierno nacionalista negro secesionista (Kenneth Kaunda y Harry Nkumbula habían formado una coalición para mantener fuera al UFP) y Rodesia del Sur bajo la RF, la Federación había terminado efectivamente. El Gabinete de Field hizo de la independencia de Rodesia del Sur sobre la disolución federal su primera prioridad, pero el gobierno conservador del Reino Unido se mostró reacio a otorgar esto bajo la constitución de 1961, ya que sabía que hacerlo conduciría a la censura y la pérdida de prestigio en las Naciones Unidas (ONU) y la Commonwealth. De hecho, el gobierno minoritario de Rodesia del Sur ya se había convertido en una especie de vergüenza para el Reino Unido y dañó la reputación de Gran Bretaña incluso para mantener el statu quo allí. Conceder la independencia sin una reforma constitucional importante provocaría además protestas de la principal oposición parlamentaria de los conservadores, el Partido Laborista, que era fuertemente anticolonial y apoyaba las ambiciones nacionalistas negras.
Butler anunció el 6 de marzo de 1963 que convocaría una conferencia para decidir el futuro de la Federación. Sería imposible (o al menos muy difícil) para el Reino Unido disolver la unión sin la cooperación de Rodesia del Sur ya que esta última, al ser autónoma, había sido cosignataria del acuerdo federal en 1953. Según Smith, Field, Dupont y otros políticos del RF, Butler hizo varias garantías orales de independencia para garantizar la asistencia y el apoyo de Rodesia del Sur a la conferencia, pero se negó repetidamente a dar nada por escrito. Field y Smith afirmaron que Butler les justificó esto el día antes de que comenzara la conferencia diciendo que vincular a Whitehall a un documento en lugar de su palabra estaría en contra del "espíritu de confianza" de la Commonwealth, un argumento que Field finalmente aceptó. “Recordemos la confianza que enfatizaste”, advirtió Smith, según el relato de Field, señalando con el dedo a Butler; "Si rompes eso, vivirás para arrepentirte". No se levantó acta de esta reunión. Butler negó después haber hecho tal promesa. Rodesia del Sur asistió a la conferencia, celebrada en el Hotel Victoria Falls durante una semana a partir del 28 de junio de 1963 y, entre otras cosas, se acordó liquidar formalmente la Federación a finales de 1963.
La Federación se disolvió el 31 de diciembre de 1963 con Nyasalandia y Rodesia del Norte en camino a la plena condición de estado a fines de 1964, mientras que Rodesia del Sur seguía a la deriva en la incertidumbre. Bajo una enorme presión del RF para rectificar este asunto y ganar la independencia, la vacilación y la timidez percibidas de Field en sus tratos con el gobierno del Reino Unido hicieron que secciones de su partido perdieran la confianza en él a principios de 1964. El 2 de abril de 1964, con Smith en la presidencia, el caucus del RF aprobó un voto de censura casi unánime contra Field, lo que llevó a la renuncia del primer ministro 11 días después. Smith aceptó la nominación del Gabinete para ocupar su lugar. Fue el primer primer ministro de Rodesia del Sur que nació en el país, algo que pensó que alteraba profundamente el carácter de la disputa con Gran Bretaña. "Por primera vez en su historia, el país ahora tenía un primer ministro nacido en Rodesia, alguien cuyas raíces no estaban en Gran Bretaña, sino en el sur de África", reflexionó más tarde, "en otras palabras, un africano blanco".

## Primer ministro

### Primeros días; Prohibición del PCC/ZAPU y el ZANU
La mayor parte de la prensa de Rodesia del Sur predijo que Smith no duraría mucho; una columna lo llamó "un hombre momentáneo", puesto en el centro de atención por la escasez de líderes probados del RF. Su único rival real para reemplazar a Field había sido William Harper, un ferviente segregacionista que había encabezado la rama de Rodesia del Sur del Partido del Dominio durante los años federales. Algunos reporteros predijeron la introducción inminente de Welensky a la política de Rodesia del Sur al frente de un gobierno de coalición RF-UFP, pero Welensky mostró poco interés en esta idea, diciendo que sería incapaz de maniobrar en una Cámara dominada por el RF. El reemplazo de Field por Smith por parte del RF generó críticas del líder laborista británico Harold Wilson, quien lo calificó de "brutal", mientras que John Johnston, el Alto Comisionado británico en Salisbury, indicó su desaprobación al negarse a reunirse con Smith durante dos semanas después de que asumió el cargo. El líder del ZAPU, Joshua Nkomo, calificó al nuevo Gabinete Smith como "un escuadrón suicida... interesado no en el bienestar de todas las personas sino solo en el suyo propio", y predijo que el RF "eventualmente se destruiría a sí mismo". Al afirmar que un "lugar para el hombre blanco" duradero en Rodesia del Sur beneficiaría a toda la población del país, el nuevo primer ministro dijo que el gobierno debería basarse "en el mérito, no en el color o el nacionalismo", e insistió en que "no habría ningún gobierno nacionalista africano aquí durante mi vida".
Smith anunció su gabinete aumentó el número de ministros de 10 a 11, redistribuyó carteras e hizo tres nuevos nombramientos. Los excompañeros de la UFP de Smith componían la mayor parte del nuevo Gabinete del RF, con Harper y el ministro de Agricultura, el duque de Montrose (también llamado lord Graham), encabezando una minoría de veteranos del Partido del Dominio de línea dura. Ken Flower, a quien Field había designado director de la Organización Central de Inteligencia (CIO) en su creación el año anterior, se sorprendió al ser contratado por Smith. Smith anunció sus políticas a la nación a través de anuncios de página completa en los periódicos: "No a la integración forzada. No a la reducción de los estándares. No a la abdicación del gobierno responsable. No a la derogación de la Ley de distribución de tierras". "Un honesto rodesiano", declaraba un cartel político de 1964: "Confía en el señor Smith. Nunca entregará Rodesia". Smith retuvo el cargo de ministro de Relaciones Exteriores para sí mismo.
Una de las primeras acciones del gobierno de Smith fue prohibir la Unión Nacional Africana de Zimbabue (ZANU), por miembros descontentos del ZAPU en Tanzania en agosto de 1963. Los movimientos rivales se dividieron tribalmente, siendo el ZAPU en su mayoría Ndebele y el ZANU predominantemente Shona, y políticamente el ZAPU, que se había rebautizado como Consejo de Vigilancia del Pueblo (PCC) dentro de Rodesia del Sur para eludir su prohibición, era marxista-leninista y estaba respaldado por el Pacto de Varsovia y sus aliados, mientras que el ZANU se había alineado con el maoísmo y el bloque encabezado por la China comunista. Sus respectivos partidarios en los municipios negros se enfrentaban constantemente, también tenían como objetivo a los negros no alineados a quienes esperaban reclutar, y atacaban esporádicamente a los blancos, las empresas y las comisarías.
En medio de los llamamientos del PCC/ZAPU a varias huelgas y protestas, incluido un llamamiento para que los niños negros boicoteen las escuelas públicas, el ministro de Justicia de Smith, Clifford Dupont, hizo que Nkomo y otros líderes del PCC/ZAPU fueran restringidos en Gonakudzingwa, en el remoto sureste, dos días después de que Smith asumiera el cargo. El asesinato por motivos políticos de un hombre blanco, Petrus Oberholzer, cerca de Melsetter por insurgentes del ZANU el 4 de julio de 1964 marcó el inicio de una intensificación de la violencia nacionalista negra y la reacción policial que culminó con la prohibición del ZANU y PCC/ZAPU el 26 de agosto. con la mayoría de los respectivos líderes de los dos movimientos simultáneamente encarcelados o restringidos. El ZANU, ZAPU y sus respectivos ejércitos guerrilleros, los Ejército Africano para la Liberación de Zimbabue (ZANLA) y el Ejército Revolucionario del Pueblo de Zimbabue (ZIPRA), a partir de entonces, operaron desde el extranjero.

### Declaración Unilateral de Independencia (DUI)
Smith, que había estado en el Reino Unido solo cuatro veces antes de 1964 y nunca más que brevemente, pronto fue etiquetado por Whitehall como un "colonial crudo". Casi de inmediato estuvo en desacuerdo con el gobierno del Reino Unido
Antes de la declaración unilateral de la independencia, Rodesia era un miembro de la zona esterlina. Los billetes eran emitidos y suministrados por las emisoras Bradbury Wilkinson del Reino Unido. Pero luego de la unilateral declaración de la independencia el gobierno británico expulsó de la zona esterlina a Rodesia y cortó el suministro del papel moneda. Esto muy pronto tuvo un efecto adverso para la economía de Rodesia, ya que la escasez de nuevos billetes y la condición de aquellos en la circulación comenzó a convertirse en una preocupación apremiante.
A principios del año 1966, el Banco de Reserva de Rhodesia ordenó la impresión de una serie completamente nueva de billetes de la libra rodesiana a la emisora alemana Giesecke & Devrient. Una orden judicial impidió que los billetes sean enviados a Rhodesia.
Smith acusó a ambos de aislar a Rodesia del Sur porque todavía respetaba estos valores. Cuando supo en junio que Salisbury no estaría representado en la Conferencia de Primeros Ministros de la Commonwealth por primera vez desde 1932, tres meses después, Smith aceptó la condición británica de que los términos de la independencia tenían que ser aceptables para la opinión de la mayoría, pero inmediatamente se produjo un callejón sin salida con respecto al mecanismo mediante el cual se medirían las opiniones negras. La victoria de los laboristas en las elecciones generales del Reino Unido de octubre de 1964 significó que Smith no negociaría con Sir Alec Douglas-Home sino con Harold Wilson, quien era mucho menos complaciente con la posición del RF y exigía en cambio la realización de elecciones libres dónde los africanos también pudieran votar. Smith declaró que la aceptabilidad de la opinión de la mayoría se había demostrado después de un referéndum mayoritariamente blanco y una indaba de jefes tribales y líderes que respaldaron decisivamente la independencia bajo la constitución de 1961[cita requerida] en octubre y noviembre de 1964, pero los nacionalistas negros y el gobierno del Reino Unido descartaron el indaba como insuficientemente representativo de la comunidad negra.

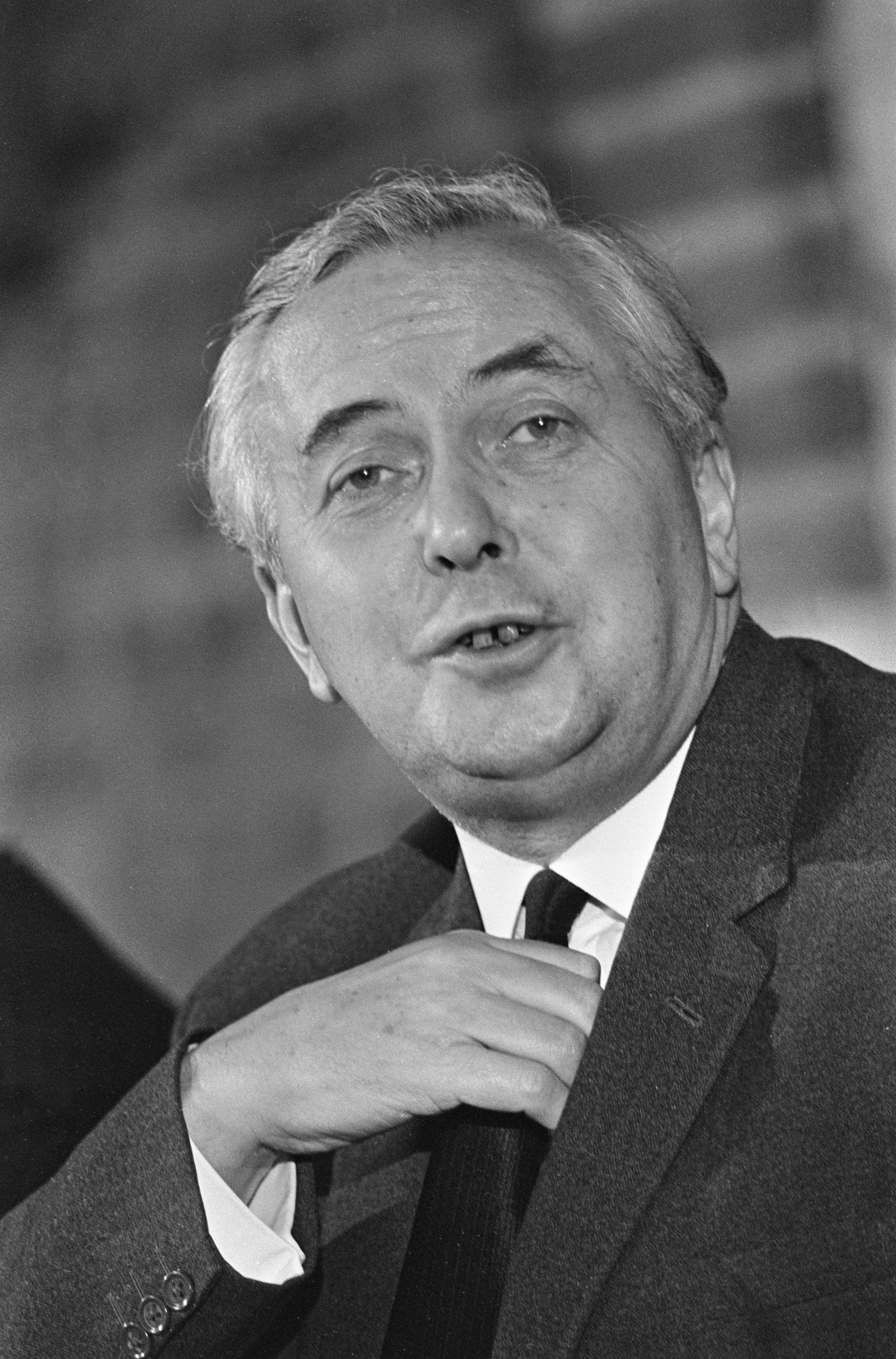
El primer ministro del Reino Unido, Harold Wilson, quien asumió el cargo en octubre de 1964, demostró ser un oponente formidable para Smith.

Después de la independencia de Rodesia del Norte como Zambia en octubre de 1964 (Nyasalandia había sido independiente como Malaui desde julio), Rodesia del Sur comenzó a referirse a sí misma simplemente como Rodesia, pero Whitehall rechazó este cambio.Al percibir que Smith estaba al borde de una declaración unilateral de independencia (DUI), Wilson emitió una declaración en octubre de 1964 advirtiendo de las terribles consecuencias económicas y políticas, y le escribió a Smith exigiendo "una garantía categórica inmediata" de que ninguna DUI se intentaría. Smith ignoró esto, expresando confusión en cuanto a lo que había hecho para provocarlo. Los gobiernos del Reino Unido y Rodesia intercambiaron correspondencia a menudo conflictiva durante el próximo año, cada uno acusando al otro de ser irrazonable e intransigente. Se avanzó poco cuando dos primeros ministros se reunieron en persona en enero de 1965, cuando Smith viajó a Londres para al funeral de Sir Winston Churchill. El RF convocó una nueva elección para mayo de 1965 y, haciendo campaña con una promesa electoral de independencia, ganó los 50 escaños "A" (elegidos en su mayoría por blancos).Los ministros de Wilson obstruyeron deliberadamente a Smith a mediados de 1965, con la esperanza de derribarlo, pero esto solo provocó que la jerarquía de Rodesia se sintiera aún más alienada. A partir de junio, una disputa periférica se refería al intento unilateral y finalmente exitoso de Rodesia de abrir una misión independiente en Lisboa. La aceptación de esto por parte de Portugal en septiembre de 1965 provocó la indignación británica y el deleite de Rodesia.
En medio de rumores de que la DUI era inminente, Smith llegó a Londres el 4 de octubre de 1965 con la intención declarada de resolver el problema de la independencia, pero voló a casa ocho días después sin conseguir resultado alguno. Cuando Wilson viajó a Salisbury el 26 de octubre, Smith se ofreció a conceder el derecho al voto a cerca de medio millón de rodesianos negros inmediatamente siguiendo las líneas de "un contribuyente, un voto" a cambio de la independencia, pero Wilson dijo que esto era inaceptable ya que la mayoría de los negros aún estarían excluidos. Propuso una Comisión Real para evaluar la opinión pública en Rodesia con respecto a la independencia bajo la constitución de 1961, y sugirió que el Reino Unido podría salvaguardar la representación negra en el parlamento de Rodesia retirando los poderes delegados relevantes. Esta última perspectiva horrorizó al equipo de Smith, ya que les parecía haber descartado la opción segura de mantener el statu quo. Después de que Wilson regresó a Gran Bretaña el 30 de octubre de 1965, presentó términos para la Comisión Real que los rodesianos consideraron inaceptables porque, entre otras cosas, Gran Bretaña no se comprometería a aceptar los resultados. Smith rechazó estas condiciones el 5 de noviembre, diciendo que hacían que todo el ejercicio del poder no tuviera sentido. Después de esperar unos días por nuevos términos de Wilson, Smith tomó una decisión de consenso con su gabinete para romper los lazos unilateralmente el 11 de noviembre de 1965 y firmó la Declaración Unilateral de Independencia a las 11:00 hora local.

### Efectos de la DUI
La DUI, aunque recibido con calma por la mayoría de los rodesianos, provocó indignación política en el Reino Unido y en el extranjero. Sorprendió a Wilson, quien pidió al pueblo de Rodesia que ignorara al gobierno posterior a la DUI, al que describió como "empeñado en la autodestrucción ilegal". Siguiendo las órdenes de Whitehall y la aprobación de la Ley de Rodesia del Sur de 1965, el gobernador colonial Sir Humphrey Gibbs despidió formalmente a Smith y su gabinete, acusándolos de traición. Smith y sus ministros ignoraron esto, considerando obsoleta la oficina de Gibbs bajo la constitución de 1965 promulgada como parte de DUI. Después de que Gibbs dejó en claro que no renunciaría, el gobierno de Smith lo reemplazó efectivamente con Dupont, quien fue designado para el puesto de "Oficial administrador del gobierno" (creado por la constitución de 1965). Sin embargo, no se intentó sacar a Gibbs de su residencia oficial en la Casa de Gobierno frente a la residencia de Smith en la Casa de la Independencia; Gibbs permaneció allí, ignorado por la administración Smith, hasta la declaración de la república en 1970.
Smith y su gobierno inicialmente continuaron profesando lealtad a la reina Isabel II. La Constitución de 1965 reconstituyó Rodesia como un reino de la Commonwealth, con Isabel II como "Reina de Rodesia". De hecho, el documento de la DUI terminaba con las palabras "God Save The Queen". En diciembre de 1965, Smith, intentando hacer valer los derechos que reclamaba como primer ministro de Rodesia de Su Majestad, escribió una carta a Isabel II pidiéndole que nombrara a Dupont como gobernador general de Rodesia. La Reina rechazó la carta de Smith, que caracterizó en su respuesta como "supuestos consejos". El Reino Unido, con el apoyo casi unánime de la comunidad internacional, sostuvo que Gibbs era ahora el único representante legítimo de Isabel II en lo que todavía consideraba la colonia de Rodesia del Sur y, por lo tanto, la única autoridad legal allí.
La Asamblea General de la ONU y el Consejo de Seguridad se unieron rápidamente al Reino Unido para condenar la DUI como ilegal y racista. Las Resoluciones del Consejo de Seguridad 216 y 217, adoptadas en los días posteriores a la declaración de Smith, denunciaron a la DUI como una "usurpación de poder ilegítima por parte de una minoría de colonos racistas" y llamaron a las naciones a no entablar relaciones diplomáticas o económicas. Ningún país reconoció a Rodesia como independiente. Nacionalistas negros en Rodesia y sus patrocinadores en el extranjero, principalmente la Organización para la Unidad Africana (OUA), clamaron al Reino Unido que destituyera al gobierno de Smith con una invasión militar, pero Gran Bretaña descartó esta opción, citando problemas logísticos, el riesgo de provocar un ataque preventivo de Rodesia en Zambia y los problemas psicológicos que probablemente acompañarán cualquier confrontación entre tropas británicas y rodesianas. En cambio, Wilson resolvió poner fin a la DUI a través de sanciones económicas, prohibiendo el suministro de petróleo a Rodesia y la importación de la mayoría de los bienes de Rodesia a Gran Bretaña. Cuando Smith continuó recibiendo petróleo a través de Sudáfrica y el Mozambique portugués, Wilson envió un escuadrón de la Marina Real al Canal de Mozambique en marzo de 1966. Este bloqueo, la Patrulla Beira, fue respaldado por la Resolución 221 del Consejo de Seguridad de la ONU el mes siguiente.
Wilson predijo en enero de 1966 que los diversos boicots obligarían a Smith a ceder "en cuestión de semanas en lugar de meses", pero las sanciones británicas (y más tarde de la ONU) tuvieron poco efecto en Rodesia, en gran parte porque Sudáfrica y Portugal siguieron comerciando con él, proporcionándole petróleo y otros recursos clave. El comercio clandestino con otras naciones también continuó, inicialmente a un nivel reducido, y la menor presencia de competidores extranjeros ayudó a las industrias nacionales a madurar y expandirse lentamente. Incluso muchos estados de la OUA, mientras bombardeaban Rodesia con oprobio, continuaron importando alimentos y otros productos de Rodesia. Rodesia evitó así el cataclismo económico predicho por Wilson y gradualmente se volvió más autosuficiente."Rodesia no solo puede tomarlo, sino que también puede hacerlo", dijo Smith el 29 de abril de 1966, mientras inauguraba la Feria comercial anual de África Central en Bulawayo. "Cuando digo tómalo, lo uso de dos maneras. En primer lugar, cuando se trata de sanciones, hemos demostrado que podemos tomarlo. En segundo lugar, cuando se trata de la independencia, también hemos demostrado que podemos tomarlo".

### Conversaciones en losTigeryFearless

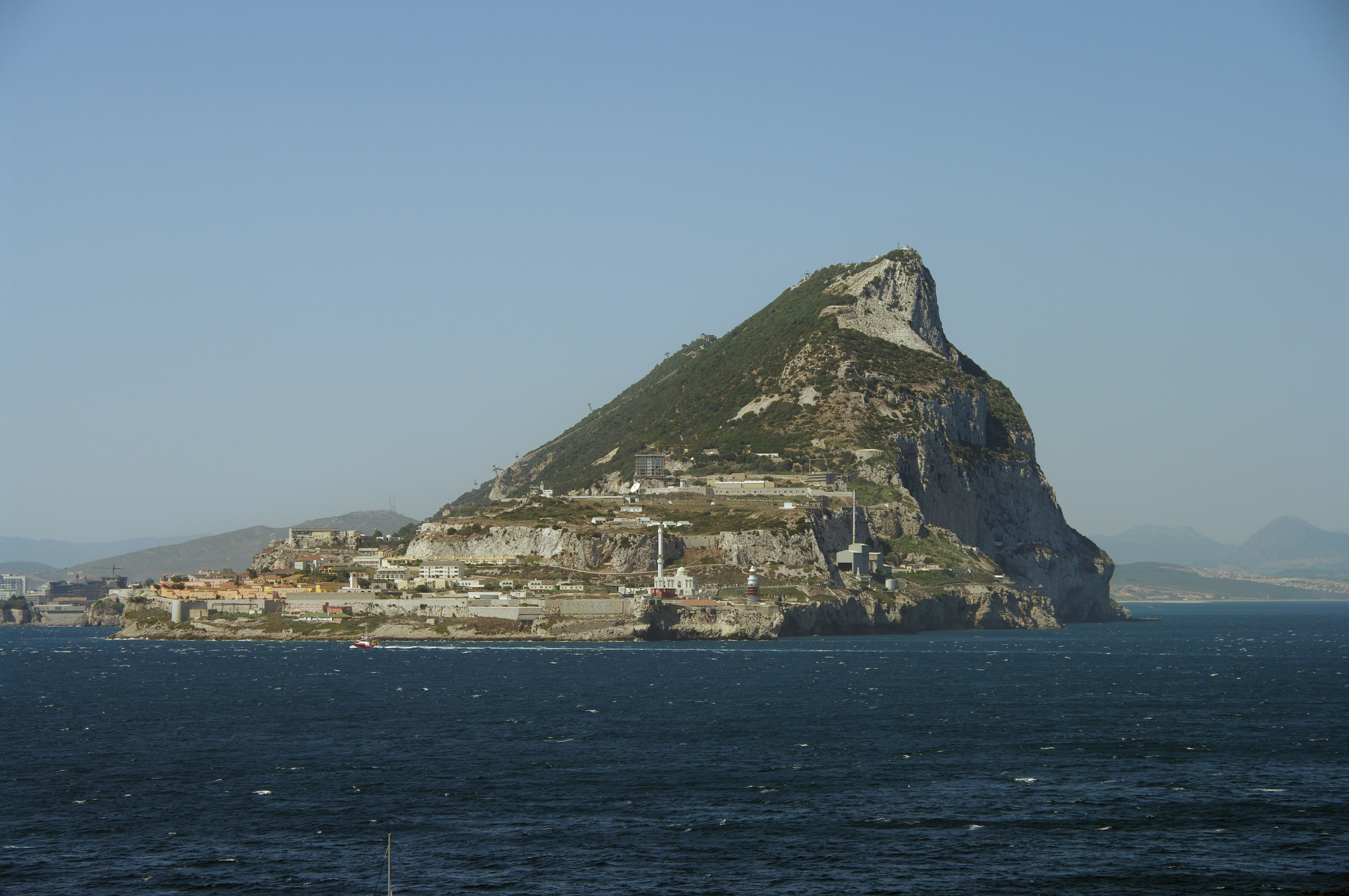
Gibraltar, escenario de las conversaciones entre Smith y Wilson en 1966 y 1968.

Wilson le dijo a la Cámara de los Comunes del Reino Unido en enero de 1966 que no entablaría ningún tipo de diálogo con el gobierno posterior a la DUI de Smith (al que llamó "el régimen ilegal") hasta que renunciara a su reclamo de independencia, pero a mediados de 1966, los funcionarios británicos y de Rodesia estaban celebrando "charlas sobre conversaciones" en Londres y Salisbury. En noviembre de ese año, Wilson había accedido a negociar personalmente con Smith. Posteriormente, Smith y Wilson celebraron dos rondas de negociaciones directas, ambas a bordo de barcos de la Marina Real frente a Gibraltar. El primero tuvo lugar a bordo del HMS Tiger entre el 2 y el 4 de diciembre de 1966, mientras que el segundo, a bordo del HMS Fearless, se llevó a cabo entre el 8 y el 13 de octubre de 1968.

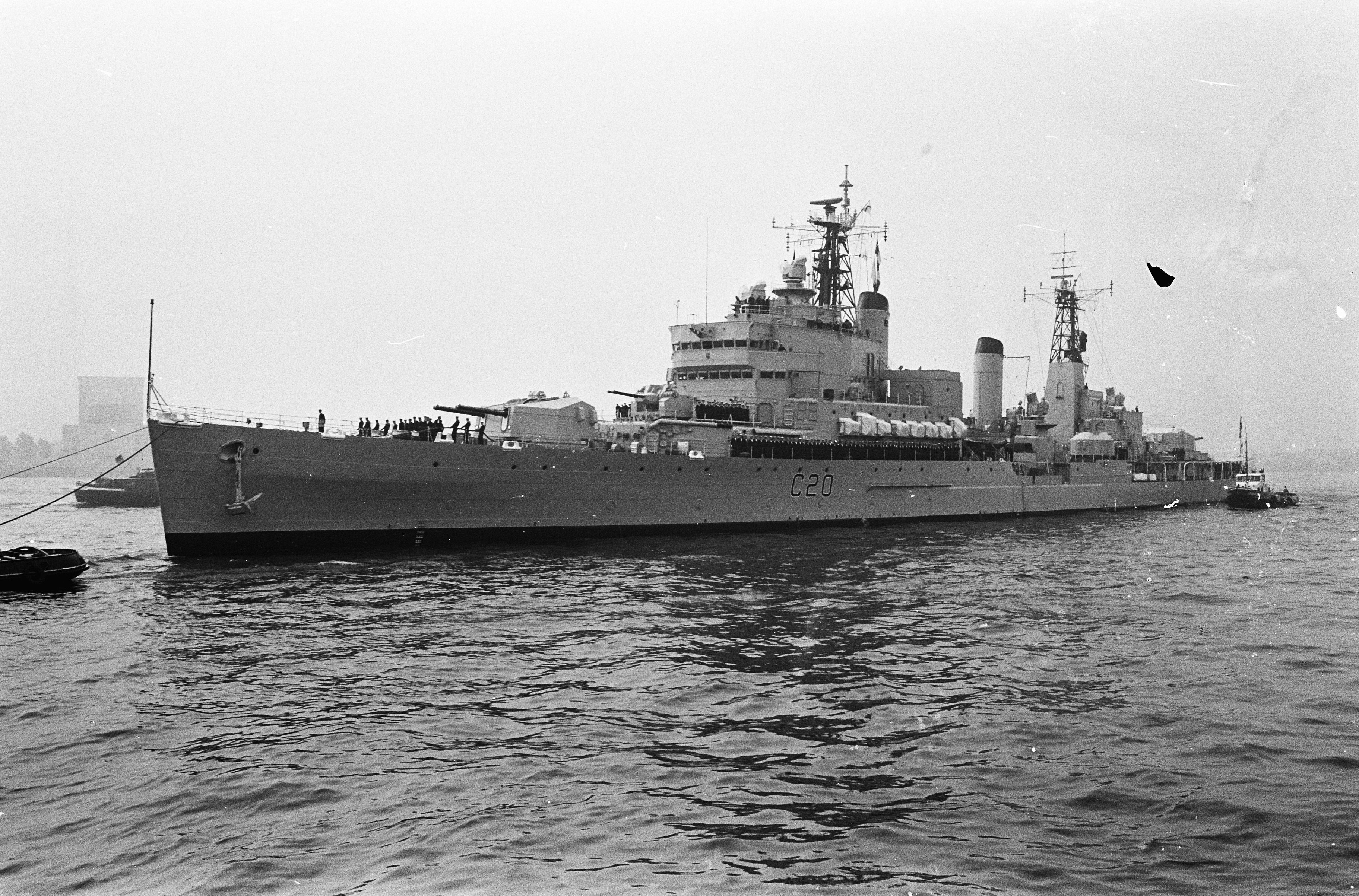
HMS Tiger, el barco de la Marina Real que acogió la cumbre anglo-rhodesiana de 1966 frente a Gibraltar.

El primer ministro del Reino Unido acudió al HMS Tiger con una mentalidad beligerante. La secretaria política de Wilson, Marcia Falkender, escribió más tarde sobre el "apartheid... en ese barco", con las delegaciones británica y rodesiana separadas en todas las actividades fuera de la sala de conferencias por orden de Wilson. A pesar de la atmósfera incómoda, los relatos de ambos lados describen a Wilson tratando con los rodesianos de manera extremadamente concisa —las conversaciones progresaron con relativa fluidez hasta que el tema se centró en la forma de la transición. Wilson insistió en el abandono de la constitución de 1965, la disolución del gobierno posterior a la DUI en favor de una administración interina multirracial de "base amplia" y un período bajo un gobernador británico, condiciones que Smith consideró equivalentes a la rendición, particularmente porque el Reino Unido propuso redactar e introducir la nueva constitución solo después de una nueva prueba de opinión bajo el control del Reino Unido. Cuando Smith afirmó el 3 de diciembre que no podía llegar a un acuerdo sin consultar primero a su gabinete en Salisbury, Wilson se enfureció y declaró que una condición central de la cumbre había sido que él y Smith tendrían poderes plenipotenciarios para hacer un trato. Según JRT Wood, Wilson y su fiscal general, Sir Elwyn Jones, "intimidaron a Smith durante dos largos días" para tratar de que llegara a un acuerdo, sin éxito.
Smith, Wilson y Gibbs finalmente produjeron y firmaron un documento de trabajo, para que cada gabinete lo aceptara o rechazara en su totalidad después de que los primeros ministros regresaran a casa. Whitehall aceptó las propuestas, pero Salisbury las rechazó; Smith anunció el 5 de diciembre de 1966 que, si bien él y sus ministros estaban en gran medida satisfechos con los términos, el gabinete no creía que pudiera abandonar responsablemente la constitución de 1965 mientras tanta incertidumbre rodeaba la transición y la nueva "constitución mítica aún por evolucionar". El líder de la oposición de Rodesia, Josiah Gondo, exigió rápidamente la renuncia de Smith, argumentando que el rechazo del gabinete del documento de trabajo que había ayudado a redactar equivalía a un voto de censura. El RF lo ignoró. Advirtiendo que "deben seguir acciones graves", Wilson llevó el problema de Rodesia a las Naciones Unidas, que procedió a instituir las primeras sanciones comerciales obligatorias en su historia con las Resoluciones del Consejo de Seguridad 232 (diciembre de 1966) y 253 (abril de 1968). Estas medidas requerían que los Estados miembros de la ONU impidieran todos los vínculos comerciales y económicos con Rodesia.

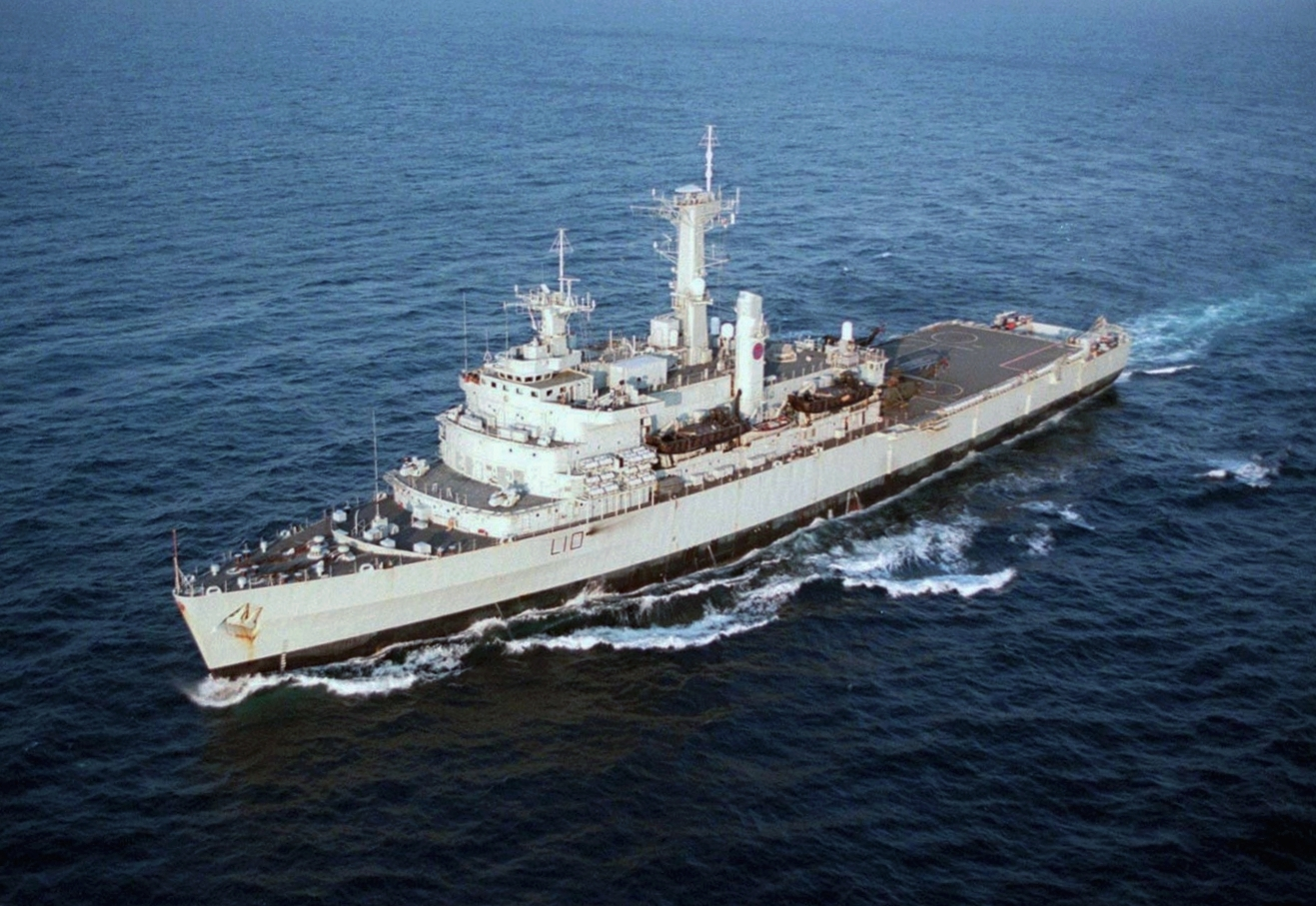
HMS Fearless, el barco de la Marina Real que acogió la cumbre anglo-rodesiana de 1968 frente a Gibraltar.

La censura de prensa estatal, introducida por la administración Smith en la DUI, se levantó a principios de abril de 1968, aunque, según el Glasgow Herald, el gobierno retuvo "poderes considerables para controlar la información. Puede que no refleje más que la creciente confianza del Sr. Smith en que nada —a menos que se venda a Gran Bretaña— puede socavar su posición en Rodesia". La serie de casos del Tribunal Superior de Rodesia que debatieron la legalidad de DUI llegó a su fin cinco meses después, el 13 de septiembre. Un panel de jueces encabezado por Sir Hugh Beadle dictaminó que la DUI, la constitución de 1965 y el gobierno de Smith eran de jure, lo que provocó que el secretario de la Commonwealth del Reino Unido, George Thomson para acusarlos de violar "las leyes fundamentales del país".
En el HMS Fearless, el Reino Unido revirtió su enfoque de confrontación de las conversaciones en el Tiger e hizo un marcado esfuerzo por parecer cordial y acogedor, mezclándose socialmente con los rodesianos y acomodando a Smith en la cabina del Almirante en el HMS Kent, que estaba amarrado al costado. Se hizo un marcado progreso hacia el acuerdo, por ejemplo, Wilson abandonó por completo el período de transición bajo un gobernador colonial, pero la delegación de Rodesia ahora objetó una nueva propuesta británica, la "doble salvaguardia". Esto implicaría que los rodesianos negros electos controlen un cuarto de bloqueo en el parlamento de Rodesia y, a partir de entonces, tengan derecho a apelar la legislación aprobada ante el Consejo Privado en Londres. El equipo de Smith aceptó el principio del cuarto de bloqueo, pero no se pudo llegar a un acuerdo sobre los aspectos técnicos del mismo; Smith rechazó la participación del Consejo Privado del Reino Unido como una disposición "ridícula" que perjudicaría la soberanía de Rodesia. La cumbre Fearless terminó con una declaración conjunta anglo-rodesiana afirmando que "ambas partes reconocen que aún queda un abismo muy amplio", pero estaban preparados para continuar las negociaciones en Salisbury. Esto nunca ocurrió.

### Acuerdo fallido con Douglas Home y la República

Pabellón azul cielo de Rodesia, utilizado hasta 1968

Tribanda verde y blanca de Rodesia, adoptada en 1968

Con sus esperanzas de un estado monárquico de la Commonwealth a través de un acuerdo con Gran Bretaña desvaneciéndose, Smith y el RF comenzaron a considerar seriamente la alternativa de una república ya en diciembre de 1966, después de las conversaciones del Tiger. El republicanismo se presentó como un medio para aclarar el supuesto estatus constitucional de Rodesia, acabar con la ambigüedad con respecto a los lazos con Gran Bretaña y obtener el reconocimiento y la aceptación extranjeros oficiales. El gobierno de Smith comenzó a explorar una constitución republicana en marzo de 1967. La Union Jack y la bandera nacional al estilo de la Commonwealth de Rodesia; una bandera azul cielo desfigurada con la Union Jack en el cantón; fueron reemplazadas formalmente el 11 de noviembre de 1968, el tercer aniversario de la DUI, por una nueva bandera nacional: una tribanda vertical verde-blanca-verde, cargada centralmente con el escudo de armas de Rodesia. Después de que el electorado votara "sí" en un referéndum de junio de 1969 tanto a una nueva constitución como al abandono de los lazos simbólicos con la Corona, Smith declaró a Rodesia una república el 2 de marzo de 1970. La constitución de 1969 introdujo un presidente como jefe de Estado, un senado multirracial, padrones electorales separados de blancos y negros (cada uno con calificaciones) y un mecanismo por el cual el número de parlamentarios negros aumentaría de acuerdo con la proporción de ingresos por impuestos sobre la renta pagados por ciudadanos negros. Este proceso se detendría una vez que los negros tuvieran el mismo número de escaños que los blancos; el objetivo declarado no era el gobierno de la mayoría, sino la "paridad entre las razas".

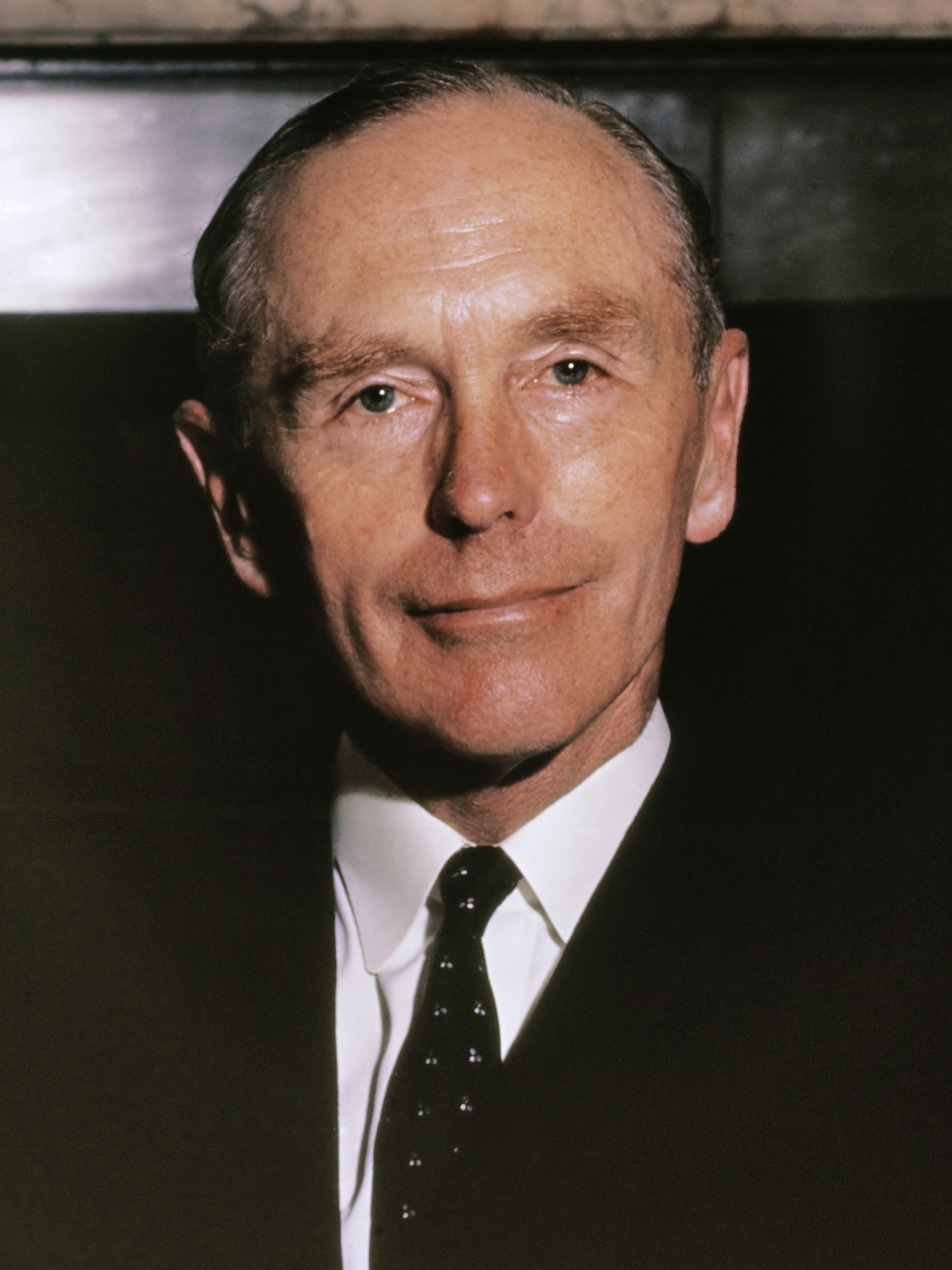
El ministro de Asuntos Exteriores británico, Sir Alec Douglas-Home, con quien Smith firmó un acuerdo de corta duración en 1971.

Ningún país reconoció a la república de Rodesia. El RF regresó decisivamente al poder en las primeras elecciones celebradas como república el 10 de abril de 1970, ganando los 50 escaños blancos. Las esperanzas de un acercamiento anglo-rodesiano aumentaron dos meses después, cuando los conservadores obtuvieron una sorpresiva victoria electoral en el Reino Unido. Edward Heath asumió el cargo de primer ministro, mientras que Douglas-Home se convirtió en Secretario de Asuntos Exteriores. Las conversaciones entre Douglas-Home y Smith comenzaron con una larga reunión en Salisbury en abril de 1971 y continuaron hasta que se alcanzó un entendimiento provisional a principios de noviembre. Una delegación del Reino Unido encabezada por Douglas-Home y el Fiscal General Sir Peter Rawlinson voló a Salisbury el 15 de noviembre para negociar una nueva constitución y, después de seis días de discusión, se firmó un acuerdo el 21 de noviembre de 1971.
La constitución acordada se basó en gran medida en la que Rodesia acababa de adoptar, pero en algún momento lograría una mayoría negra en el parlamento. La representación negra en la Cámara aumentaría inmediatamente y una mayoría de parlamentarios blancos y negros tendrían que aprobar una legislación regresiva; Los negros tendrían así un poder de veto efectivo "siempre que votaran sólidamente juntos", comenta Robert Blake."El principio del gobierno de la mayoría fue consagrado con salvaguardias que garantizaban que no podría haber ninguna legislación que pudiera impedirlo", escribió Smith en sus memorias. "Por otra parte, no habría una carrera loca hacia un hombre, un voto con toda la corrupción, el nepotismo, el caos y el desastre económico resultantes que habíamos presenciado en todos los países que nos rodean."
El Reino Unido anunció que una comisión de cuatro personas encabezada por el veterano juez Lord Pearce llevará a cabo una prueba de opinión en Rodesia. Los cuatro grupos de población (negros, blancos, de color (mixtos) y asiáticos) tendrían que aprobar los términos para que Gran Bretaña procediera. Los partidarios de ZANU y ZAPU formaron rápidamente el Consejo Nacional Africano (más tarde el Consejo Nacional Africano Unido, o UANC) para organizar y coordinar la oposición negra al acuerdo. El obispo Abel Muzorewa, el primer hombre negro ordenado como tal en Rodesia, fue instalado como líder del movimiento. La Comisión Pearce terminó su trabajo el 12 de marzo de 1972 y publicó su informe dos meses después: describía a los rodesianos blancos, de color y asiáticos a favor de los términos en un 98 %, 97 % y 96 % respectivamente, y a los ciudadanos negros en contra de ellos en un 98 %, 97 % y 96 % respectivamente. una gran mayoría no especificada. Esto supuso un gran shock para la comunidad blanca "y una profunda decepción para aquellos en Gran Bretaña que esperaban deshacerse de este fastidioso albatros", registra Blake. Smith condenó a los Comisionados Pearce como "ingenuos e ineptos". El Reino Unido se retiró de las negociaciones, pero ninguno de los gobiernos abandonó el acuerdo por completo."Les pediría [a los negros de Rodesia] que vuelvan a examinar con mucho cuidado lo que rechazaron", dijo Douglas-Home a la Cámara de los Comunes; "Las propuestas todavía están disponibles porque el señor Smith no las ha retirado ni modificado".

### Guerra civil
Artículo principal: Guerra civil de Rodesia

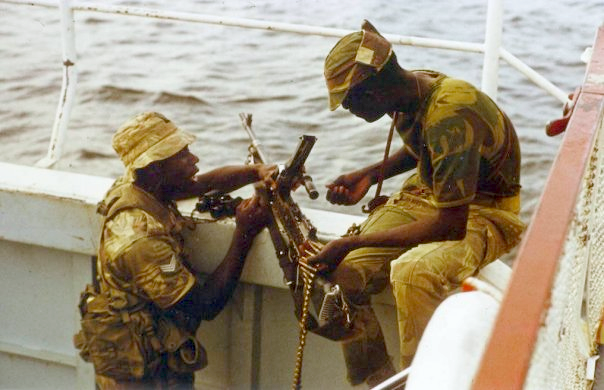
Soldados del ejército de Rodesia en el lago Kariba en 1976, durante la guerra civil.

La guerra civil de Rodesia (o Segunda Chimurenga), que había estado en marcha a bajo nivel desde antes de la DUI, comenzó en serio en diciembre de 1972, cuando el ZANLA atacó granjas en el noreste de Rodesia. Las Fuerzas de Seguridad de Rodesia montaron una fuerte contracampaña durante los dos años siguientes. Muzorewa volvió a comprometerse con Smith en agosto de 1973, aceptando los términos de Douglas-Home de 1971-72, y los dos firmaron una declaración a tal efecto el 17 de agosto. El ejecutivo de la UANC repudió esto en mayo de 1974, pero las conversaciones entre Smith y Muzorewa continuaron esporádicamente. El RF volvió a obtener una amplia victoria sobre los 50 escaños blancos en las elecciones generales de julio de 1974.
Los primeros éxitos de Rodesia en la contrainsurgencia quedaron anulados por cambios políticos a favor de las guerrillas en el extranjero. La Revolución de los Claveles de abril de 1974 en Lisboa condujo a la transformación de Mozambique durante el año siguiente de un territorio portugués amigo del gobierno de Smith a un estado comunista abiertamente aliado con ZANU. Wilson y el Partido Laborista regresaron al poder en el Reino Unido en marzo de 1974. La retirada de Portugal hizo que Rodesia dependiera enormemente de Sudáfrica, pero Smith todavía insistía en que ocupaba una posición fuerte. "Si se necesita un año, cinco años, diez años, estamos preparados para aguantar", dijo en el congreso del RF el 20 de septiembre de 1974. "Nuestra posición es clara e inequívoca. Es deseable un acuerdo, pero sólo en nuestros términos".
La situación geopolítica se inclinó aún más en contra de Smith en diciembre de 1974, cuando el primer ministro sudafricano, B. J. Vorster, lo presionó para que aceptara una iniciativa de détente que involucrara a los Estados de Primera Línea de Zambia, Tanzania y Botsuana (Mozambique y Angola se unirían al año siguiente). Vorster había llegado a la conclusión de que la posición de Rodesia era insostenible; En su opinión, no tenía sentido mantener el gobierno blanco en un país donde los negros superaban en número a los blancos por una proporción de 22 a 1. También creía que los intereses sudafricanos se beneficiarían mejor colaborando con los gobiernos africanos negros en un acuerdo en Rodesia; Esperaba que el éxito en esto pudiera darle a Sudáfrica cierta legitimidad internacional y permitirle mantener el apartheid. La détente forzó un alto el fuego, dando tiempo a las guerrillas para reagruparse, y requirió que los rodesianos liberaran a los líderes del ZANU y ZAPU para que pudieran asistir a una conferencia en Rodesia, unidos bajo la bandera de la UANC y dirigida por Muzorewa. Cuando Rodesia dejó de liberar prisioneros nacionalistas negros con el argumento de que ZANLA y ZIPRA no estaban observando el alto el fuego, Vorster acosó aún más a Smith al retirar a la policía sudafricana que había estado ayudando a los rodesianos a patrullar el campo. Smith se mantuvo terco y dijo en el período previo a la conferencia que "No tenemos ninguna política en Rodesia para entregar el poder a un gobierno de mayoría negra" y que su gobierno favorecía en cambio "un sufragio calificado para todos los rodesianos... [para] garantizar que el gobierno permanezca en manos responsables en todo momento".

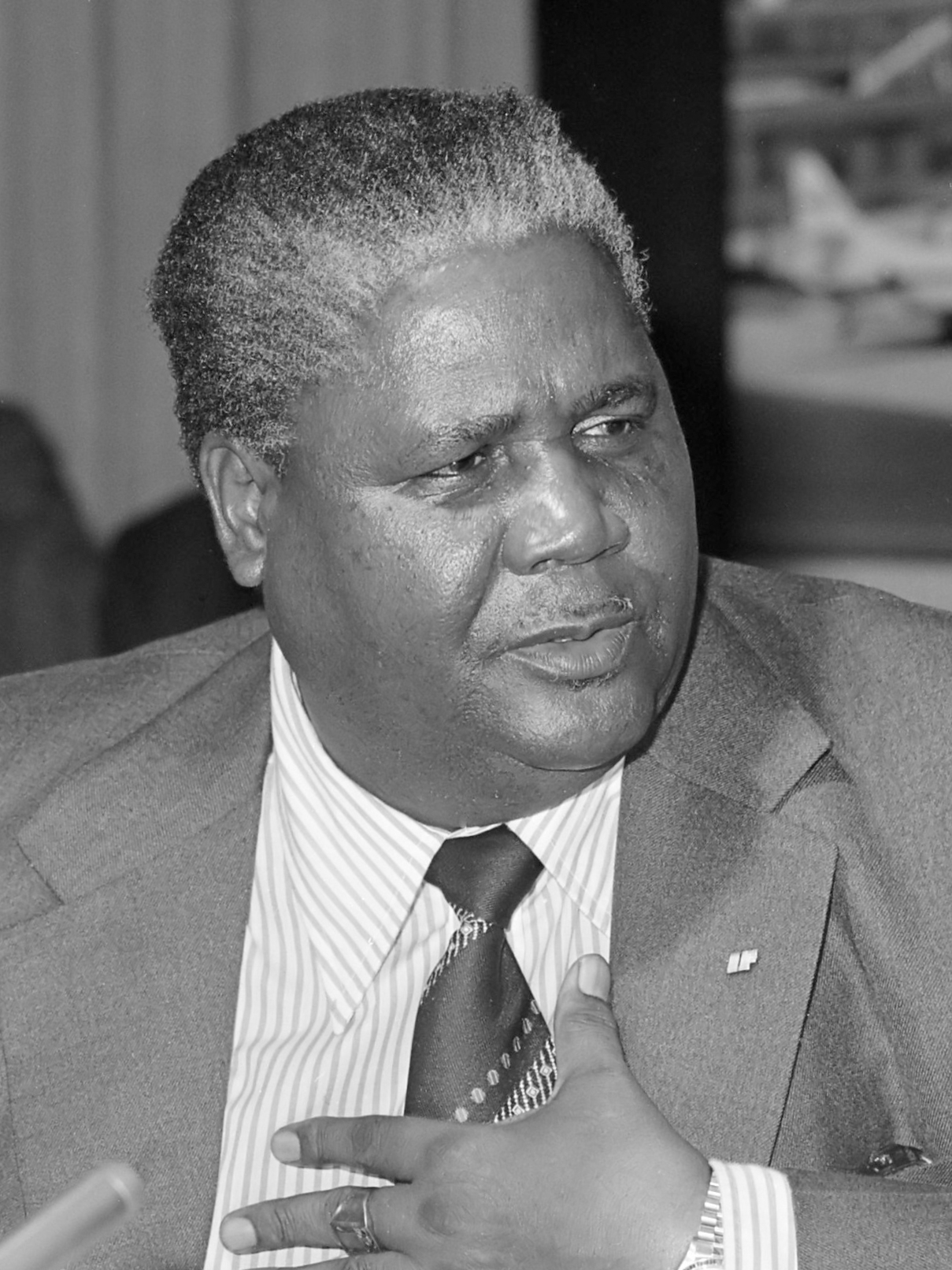
Joshua Nkomo, líder del ZAPU, uno de los principales partidos nacionalistas negros de Rodesia

Nkomo permaneció indiscutible al frente del ZAPU, pero el liderazgo de ZANU había sido disputado entre su presidente fundador, el reverendo Ndabaningi Sithole, y Robert Mugabe, un ex maestro de Mashonaland que recientemente había ganado una elección interna en prisión. Cuando fueron liberados en diciembre de 1974 bajo los términos de la détente, Mugabe fue a Mozambique para consolidar su liderazgo en la guerrilla, mientras Sithole se unió a la delegación de Muzorewa. Se había acordado que las conversaciones se llevarían a cabo dentro de Rodesia, pero los nacionalistas negros se negaron a reunirse porque consideraban que no eran neutrales. Los rodesianos insistieron en respetar el acuerdo y negociar dentro del país. Para complacer a ambos bandos, la conferencia se celebró en un tren a medio camino del Puente de las Cataratas Victoria, en la frontera entre Rodesia y Zambia; las delegaciones se sentaron en lados opuestos de la frontera. La conferencia, que tuvo lugar el 26 de agosto de 1975 con Kaunda y Vorster como mediadores, no logró llegar a un acuerdo; Cada lado acusó al otro de ser irrazonable. Posteriormente, Smith mantuvo conversaciones directas con Nkomo y el ZAPU en Salisbury, pero tampoco llevaron a ninguna parte; Nkomo propuso una transición inmediata a un gobierno interino encabezado por él mismo, lo que Smith rechazó. Las incursiones guerrilleras aumentaron fuertemente en los primeros meses de 1976.
El 20 de marzo de 1976, Smith pronunció un discurso televisado que incluyó lo que se convirtió en su declaración más citada. "No creo en un gobierno mayoritario jamás en Rodesia, ni en 1.000 años", dijo. "Repito que creo en que los blancos y los negros trabajen juntos. Si un día son blancos y al día siguiente son negros, creo que hemos fracasado y será un desastre para Rodesia". La primera oración de esta declaración se cita comúnmente como evidencia de que Smith era un racista crudo que nunca haría concesiones con los nacionalistas negros, a pesar de que en el discurso Smith había dicho que compartir el poder con los rodesianos negros era inevitable y que "tenemos que aceptar que en el futuro Rodesia será un país para blancos y negros, no para blancos frente a negros y viceversa". El comentario "ni en 1.000 años" fue, según Peter Godwin, un intento de tranquilizar al ala derecha del RF, que se oponía a cualquier transición, de que los rodesianos blancos no se venderían. En su biografía de Smith de 1978, Berlyn comenta que independientemente de si la declaración fue "sacada de contexto o si su intención real fue malinterpretada", este fue uno de sus mayores errores como primer ministro, ya que le dio munición obvia a sus detractores.

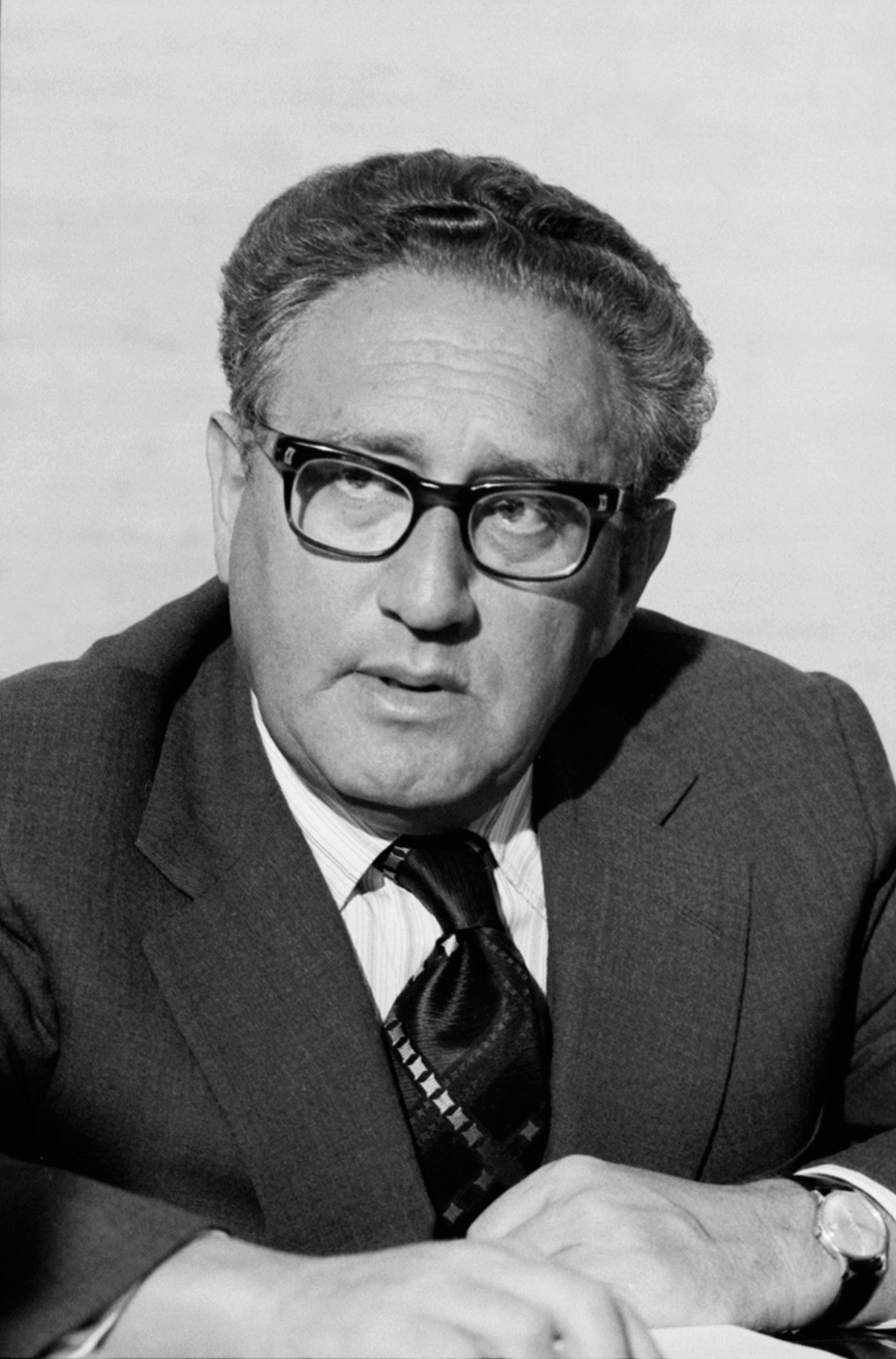
Henry Kissinger, Secretario de Estado de los Estados Unidos, jugó un papel decisivo en la aceptación pública por parte de Smith en 1976 del principio de gobierno de la mayoría

Henry Kissinger, el Secretario de Estado de los Estados Unidos, anunció un interés formal en la situación de Rodesia en febrero de 1976, y durante el siguiente medio año mantuvo conversaciones con el Reino Unido, Sudáfrica y los Estados de Primera Línea en lo que se convirtió en la "iniciativa angloamericana". Al reunirse con Smith en Pretoria el 18 de septiembre de 1976, Kissinger propuso un gobierno mayoritario después de un período de transición de dos años. Animó fuertemente a Smith a aceptar su trato, aunque sabía que era desagradable para él, ya que cualquier oferta futura sólo podría ser peor desde el punto de vista de Smith, especialmente si, como se esperaba, el presidente estadounidense Gerald Ford perdía las próximas elecciones ante Jimmy Carter. Smith expresó gran desgana, pero aceptó el 24 de septiembre después de que Vorster insinuara que Sudáfrica podría cortar la ayuda financiera y militar si él se negaba. Era la primera vez que Smith aceptaba públicamente los principios del gobierno de la mayoría incondicional y un hombre, un voto. Sin embargo, los Estados de Primera Línea revisaron abruptamente su postura y rechazaron los términos de Kissinger, diciendo que cualquier período de transición era inaceptable. El Reino Unido rápidamente organizó una conferencia de todos los partidos en Ginebra, Suiza, para intentar salvar una solución. ZANU y ZAPU anunciaron que asistirían a esta y a cualquier cumbre posterior como un "Frente Patriótico" (FP) conjunto, incluidos miembros de ambos partidos bajo un liderazgo combinado. La Conferencia de Ginebra, celebrada entre octubre y diciembre de 1976 bajo mediación británica, también fracasó.